# Будинок-музей Цвєтаєвих (Ново-Таліци)
Будинок-музей Цвєтаєвих розташований в селі Ново-Таліци на відстані трьох кілометрів від російського міста Іваново.

## Історія створення
Музей створено на базі будинку, де жив дід відомої російської поетеси Марини Цвєтаєвої, простий сільський священик. Тут виріс її батько — Цвєтаєв Іван Володимирович (1847–1913), професор Московського університету, директор Рум'янцевського музею в Москві (у 1900–1910 рр.) Починав доцентом університету Св. Володимира у місті Київ, в Україні.
Музей образотворчих мистецтв імені Пушкіна створений за ініціативи батька Марини Цвєтаєвої і наполегливої праці над його побудовою впродовж 25 років. Родина Цвєтаєвих подарувала сюди три свої приватні бібліотеки.
Дерев'яний будинок діда-священика стояв біля церкви і випадково зберігся. Священиком був і старший син — Петро Цвєтаєв (1842–1902). Була створена ініціативна група, що відшукала гроші і викупила будівлю, а потім відремонтувала його та пристосувала до музейних вимог. Частка експонатів отримана від нащадків Цвєтаєвих, що живуть у Москві.
В мансарді музейного будинку працює бібліотека (більш ніж 3 000 примірників) та читальна зала. В бібліотеці переважає література поетів 19-20 століть та літераторів — сучасників Марини Цвєтаєвої.

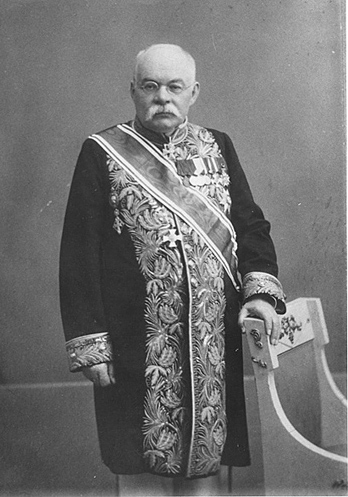
Цвєтаєв Іван Володимирович у мундирі з приводу відкриття Музею красних мистецтв у Москві, травень 1912 р.
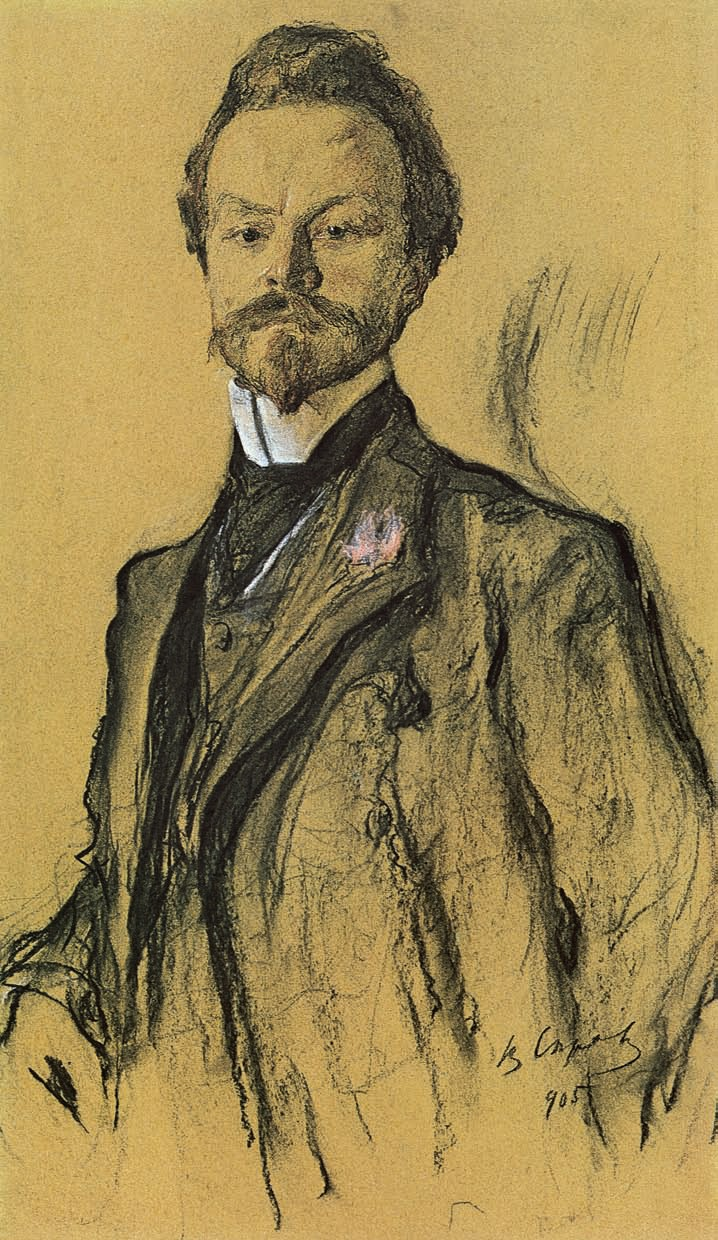
Худ. Сєров Валентин Олександрович, поет Костянтин Бальмонт, 1905 р.
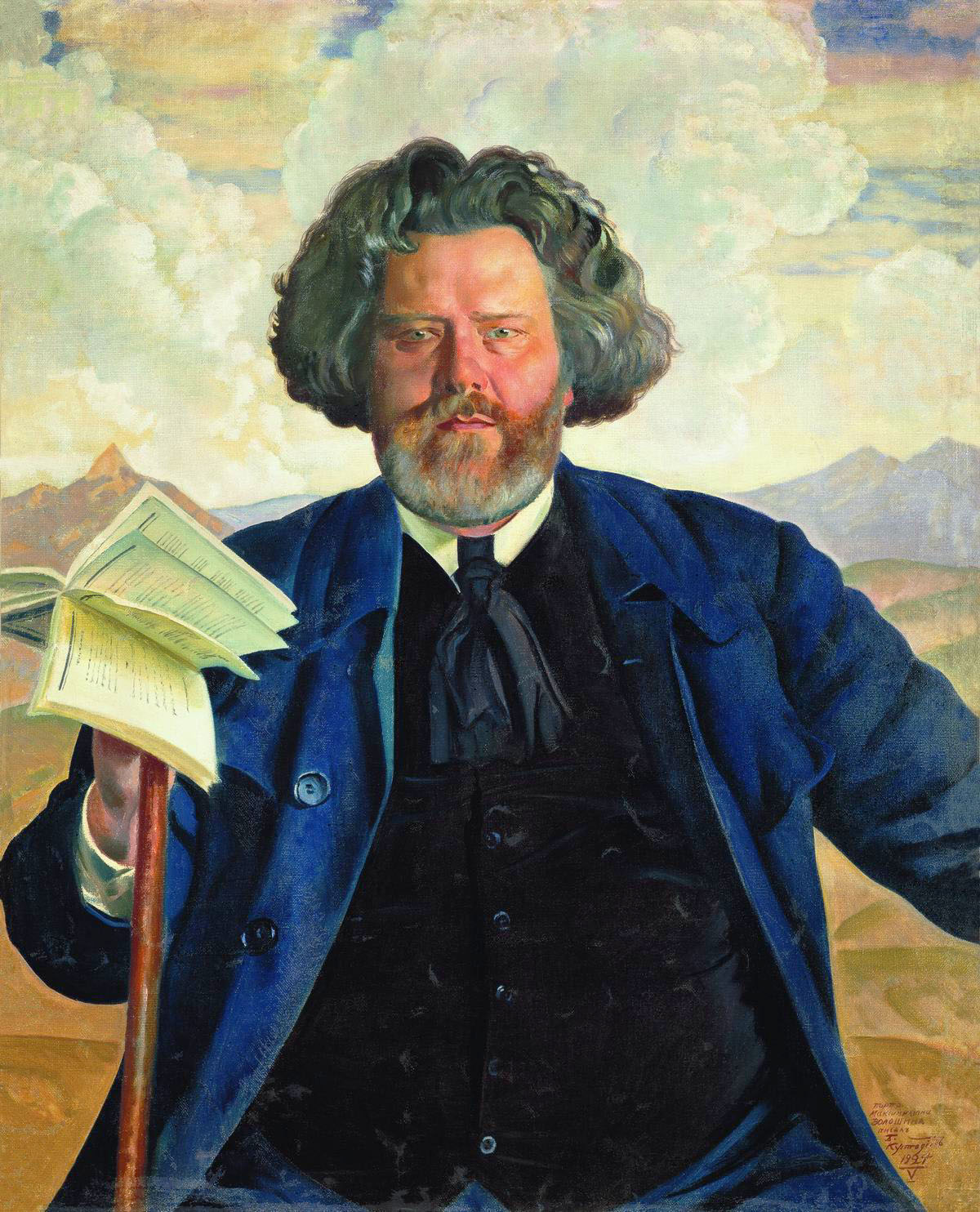
Борис Кустодієв, поет Волошин Максиміліан Олександрович, в будинку якого в Криму гостювали сестри Цвєтаєви
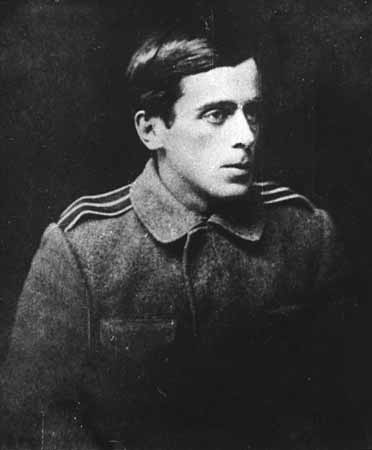
Сергій Ефрон, чоловік Марини  Цвєтаєвої
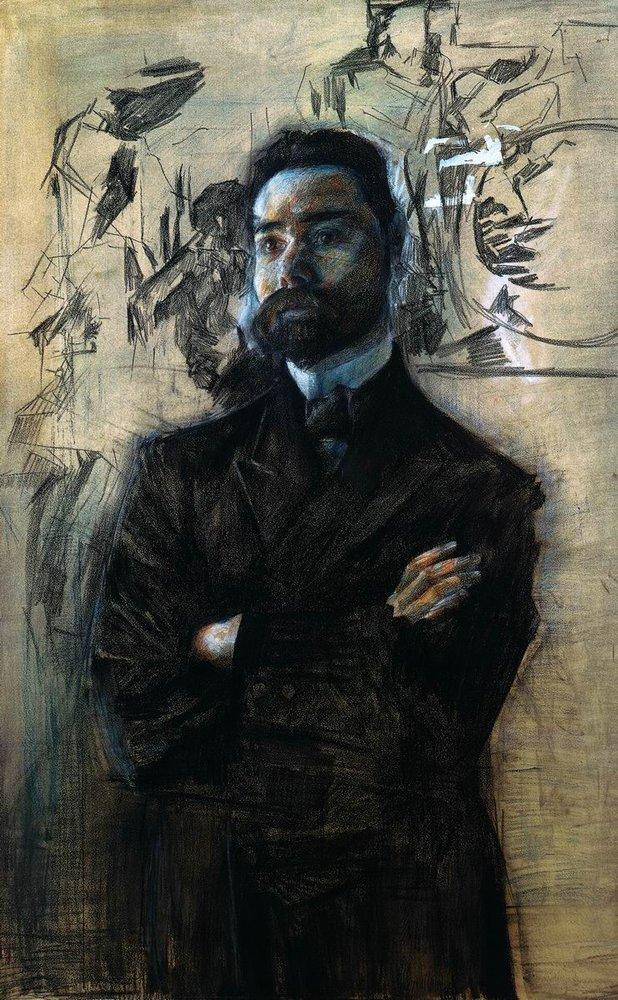
Худ. Врубель, поет Брюсов Валерій Якович, 1906 р., що вітав молоду поетесу
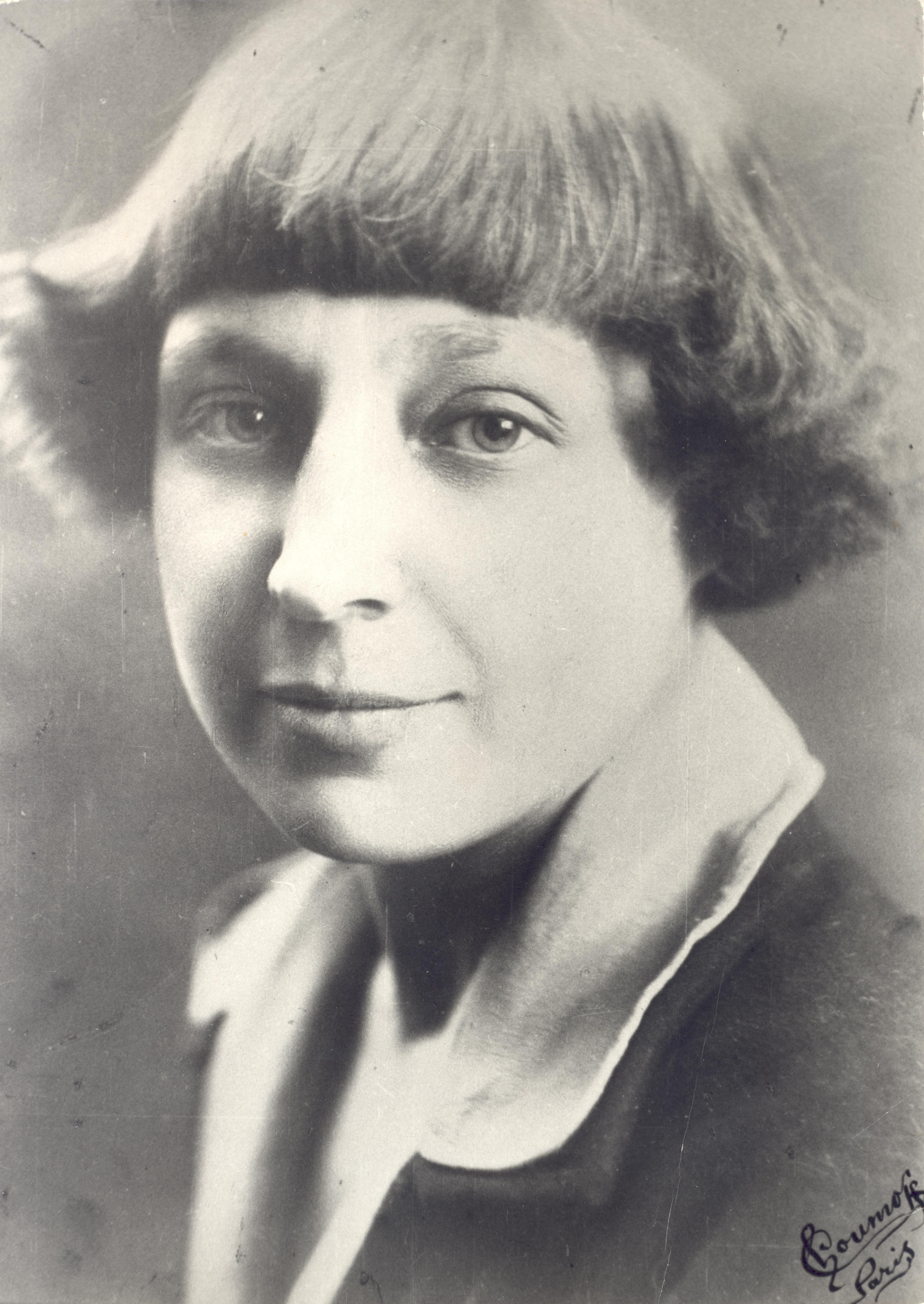
Марина Цвєтаєва, фото 1925 р.